# Gornje Sokolovo (Federacja Bośni i Hercegowiny)
Gornje Sokolovo – wieś w Bośni i Hercegowinie, w Federacji Bośni i Hercegowiny, w kantonie uńsko-sańskim, w gminie Ključ. W 2013 roku pozostawała niezamieszkana.